# Andrena petrosa
Andrena petrosa är en biart som beskrevs av Warncke 1974. Andrena petrosa ingår i släktet sandbin, och familjen grävbin. Inga underarter finns listade i Catalogue of Life.